# Athena Cykes
Athena Cykes, i Japan känd som Kokone Kizuki (希月 心音 Kizuki Kokone?), är en fiktiv försvarsadvokat från datorspelsserien Ace Attorney. Hon designades av Takuro Fuse, och framträdde för första gången år 2013 i spelet Phoenix Wright: Ace Attorney: Dual Destinies, i vilket hon är en av tre huvudpersoner tillsammans med Phoenix Wright och Apollo Justice. Hon medverkar också i expansionen Turnabout Reclaimed. Hennes röst görs av Megumi Han på japanska och av Wendee Lee på engelska.

## Skapande
Enligt Dual Destinies regissör, Takeshi Yamazaki, valde de att göra Athena Cykes till en tävlingsinriktad och lättsinnig person, och att låta henne vara "väldigt energisk och aktiv". På grund av hennes "mood matrix", en apparat som används under korsförhör, valde de att göra henne den mest aktiva hjältinnan dittills i spelserien. Athena designades av Dual Destinies art director, Takuro Fuse. Då hon fungerar som assistent till figurerna Phoenix och Apollo visste Fuse att hon skulle stå till vänster om dem i rättssalen; hennes frisyr designades därför så att den skulle se bra ut sedd från Phoenix eller Apollos perspektiv när hon står till vänster om dem. Athena har ett antal olika ledmotiv i Dual Destinies, som komponerades av Noriyuki Iwadare. Hon röstskådespelas av Megumi Han på japanska och av Wendee Lee på engelska.
I de engelskspråkiga versionerna av Ace Attorney-spelen lokaliseras figurers namn för att engelskspråkiga spelare ska få en upplevelse som liknar den japanskspråkiga spelare får när de spelar originalversionen. Athenas engelska förnamn kommer från den grekiska gudinnan Athena, vilked valdes för att passa in med de andra försvarsadvokaternas namn, "Phoenix" och "Apollo", som också kommer från mytologi. Efternamnet, "Cykes", syftar på att Athena har studerat analytisk psykologi, och använder sig av sina kunskaper inom det i rätten. Anledningen att namnet stavas "Cykes" istället för den vanligare varianten "Sykes" är dels att det skulle vara alltför likt de tidigare Ace Attorney-figurerna Ema och Lanas efternamn, "Skye", och dels att bokstaven "C" liknar en halvmåne.

## Framträdanden
Athena framträder först i Dual Destinies. Liksom de andra huvudfigurerna - Phoenix Wright, vars magatama avslöjar vittnens hemligheter, och Apollo Justice, vars syn i kombination med hans armband gör att han kan uppfatta omedvetna rörelser hos vittnen - har Athena en speciell förmåga: hon har en extremt känsliga hörsel, som gör att hon kan uppfatta vad vittnen egentligen känner baserat på tonläget när de pratar. Hon kallar det för "hjärtats röst". Baserat på detta kan hon uppfatta motsägelser mellan vittnens känslor och vittnesmål, vilket hon gör genom att ladda in vittnesmålet i datorprogrammet Mood Matrix på sin holografiska dator Widget. Ett stående skämt är att Widget har en tendens att säga vad Athena tänker vid olämpliga tillfällen. När Mood Matrix laddas upp kan spelaren bläddra genom vittnesmålet sektion för sektion, och samtidigt se vad vittnet känner och hur intensiva känslorna är. Baserat på detta kan spelaren se om någon av vittnets känslor inte stämmer överens med vittnesmålet och påpeka detta för domstolen.

## Mottagande
Andrew Fitch skrev för Electronic Gaming Monthly att han uppskattade att då handlingen i Dual Destinies till stor del kretsar kring Athena, och hon är en nybliven advokat, gör det spelet lättare att ta sig in i för spelare som inte har spelat tidigare Ace Attorney-spel; han skrev även att han tyckte att det var beundransvärt att Capcom hade givit Ace Attorney-serien en kvinnlig protagonist. Ben Lee på Digital Spy kallade henne spelets stjärna. Kimberley Wallace på Game Informer kallade henne och Apollo Justice en av 2013:s bästa duor inom datorspel, och sade att de är nästan lika bra som duon Phoenix Wright och Maya Fey. Kimberly Singh på Game Music Online kallade Athena för den bäst skrivna figuren i Dual Destinies, och skrev att Athenas ledmotiv var de bästa låtarna i spelets soundtrack; Singh gillade dels syntlåten "Athena Cykes ~ Let's Do This", men främst Athenas rättegångsledmotiv, som de kallade "en av [2013:s] bästa ledmotiv". Cassandra Khaw på USgamer sade att hon inte var alltför entusiastisk över Athenas iakttagelseförmåga, utan tyckte att det kändes som "en ny spelmekanik som implementerades bara för en ny spelmekaniks skull". Pete Davison, som också skrev för USgamer, höll inte med, utan sade att han gillade Athenas spelmekanik och att den varken var mer eller mindre märklig än Phoenix magatama och Apollos armband.
Bradly Storm skrev för Hardcore Gamer att han tyckte att titeln, "Phoenix Wright: Ace Attorney", var väldigt missvisande då det enligt honom inte är Phoenix Wright, utan Athena, som är spelets huvudperson den mesta av tiden. Han tyckte dock att detta inte var något problem, då han ansåg Athena vara en "extremt sympatisk figur", och kallade hennes naivitet för "rent älskvärd". Han skrev även om hennes utveckling under spelets gång, och hur han uppskattade hur hon "tar spelarna med sig på sin resa av självutforskande och upplysning". Även Chris Hoffman på Games Radar tyckte att titeln var missvisande. Han kallade Athena minnesvärd, och sade att hon var ett strålande tillägg till seriens huvudfigurer; han uppskattade hennes "charmerande blandning av oerfarenhet och ungdomliga beslutsamhet", som han sade gjorde henne till en välkommen närvaro i alla scener, och gillade att hon var spelbar, till skillnad från Maya Fey och Trucy Wright i tidigare spel.